# مصطفى إبراهيم فهمي
مصطفى إبراهيم فهمي (عقد 1930 - 13 أغسطس 2018)، مترجم مصري، حاصل على بكالوريوس الطب والجراحة من جامعة القاهرة عام 1954م، الدكتوراة في الكيمياء الإكلينيكية جامعة لندن عام 1969. عضو لجنة الثقافة العلمية بالمجلس الأعلى للثقافة بمصر 1997. حاصل على العديد من الجوائز لترجمة الكتب العلمية. رئيس لجنة الثقافة الطبية بالمجلس الأعلى للثقافة بمصر 2003.
حصل على جائزة ترجمة أحسن كتاب في الثقافة العلمية في معرض الكتاب بالقاهرة 1995، جائزة مجلس الثقافة لترجمة كتب الثقافة العلمية، القاهرة، 1996، وجائزة ترجمة أحسن كتاب في الثقافة العلمية في معرض الكتاب بالكويت 2000.

## كتبه المترجمة

### ترجم لسلسلةعالم المعرفةالكويتية
- التنبؤ الوراثي، تأليف زولت هارسنياي وريتشارد هتون العدد 130.[2]
- علم الأحياء والأيديولوجيا والطبيعة البشرية، تأليف ستيفن روز وآخرين، العدد 148، أبريل 1990.[3]
- النهاية: الكوارث الكونية وأثرها في مسار الكون، تأليف فرانك كلوز، العدد 191.[4]
- الطب الإمبريالي والمجتمعات المحلية، تحرير دافيد أرنولد، العدد 236.[5]
- الجينوم، العدد 275.[6]
- الكون في قشرة جوز، تأليف ستيفن هوكينج، العدد 291.
- الفيض: أمراض الحيوانات المعدية وجائحة الوباء التالية بين البشر، العددان 415، 416

ولسلسلة مكتبة الأسرة المصرية العديد من الكتب العلمية منها: 
- استنساخ الإنسان: الحقائق والأوهام، المحرران مارتاسي نسبوم، كاس ر. سانشتين.
- صانع الساعات الأعمى، ريتشارد دوكينز.
- تاريخ موجز للزمان من الانفجار الكبير حتى الثقوب السوداء، ستيفن هوكينج.
- داروين مترددا، تأليف: ديفيد كوامن،

## بعض كتبه
- مستقبلنا الوراثي: علم التكنولوجيا الوراثية وأخلاقياته.
- انتقال الحرارة.
- الثقوب السوداء.
- السياسات العلمية والتكنولوجية عند المسلمين: دروس وعبر.

## تكريمه
- جائزة رفاعة الطهطاوى للترجمة في دورتها السادسة عام 2015م، والتي يمنحها المركز القومي للترجمة كل عام لأفضل عمل مترجم، عن ترجمته لكتاب "أعظم استعراض فوق الأرض"،
- جائزة ترجمة أفضل كتاب في الثقافة العلمية بمعرض القاهرة للكتاب،
- جائزة أحسن كتاب في الثقافة العلمية في معرض الكتاب بالكويت.

كما حصل على العديد من الجوائز لترجمة الكتب العلمية،

## وفاته
توفي في القاهرة بتاريخ 13 أغسطس 2018 ميلاديًا الموافق 2 ذو الحجة 1439 هجريًا.